# Second Coming
Second Coming är det andra studioalbumet av den brittiska rockgruppen The Stone Roses. Det släpptes i december 1994 och blev gruppens sista studioalbum. Skivan spelades in mellan 1992 och 1994 i olika studior i Storbritannien. Skivan som var uppföljare till deras uppmärksammade debutalbum 1989 blev kraftigt försenad eftersom gruppen kom i onåd med deras dåvarande skivbolag. När skivan slutligen släpptes hade musikklimatet ändrats i och med ett britpopen fått ett ordentligt genomslag och helt överskuggat madchester-scenens artister. Den mest uppmärksammade singeln från skivan blev "Love Spreads".

## Låtlista
Alla låtar skrivna av John Squire där inget annat anges
1. "Breaking into Heaven" - 11:21
2. "Driving South" - 5:09
3. "Ten Storey Love Song" - 4:29
4. "Daybreak" (Ian Brown, Gary Mounfield, Squire, Alan Wren) - 6:33
5. "Your Star Will Shine" - 2:59
6. "Straight to the Man" (Brown) - 3:15
7. "Begging You" (Squire, Brown) - 4:56
8. "Tightrope" - 4:27
9. "Good Times" - 5:40
10. "Tears" - 6:50
11. "How Do You Sleep" - 4:59
12. "Love Spreads" - 5:46

## Listplaceringar
- Billboard 200, USA: #47[1]
- UK Albums Chart, Storbritannien: #4[2]
- Topplistan, Sverige: #26[3]